# Timberline-Fernwood
Timberline-Fernwood est une census-designated place du comté de Coconino, dans l'État de l'Arizona, aux États-Unis. En 2020, elle compte une population de 2 572 habitants.